# Ràdula

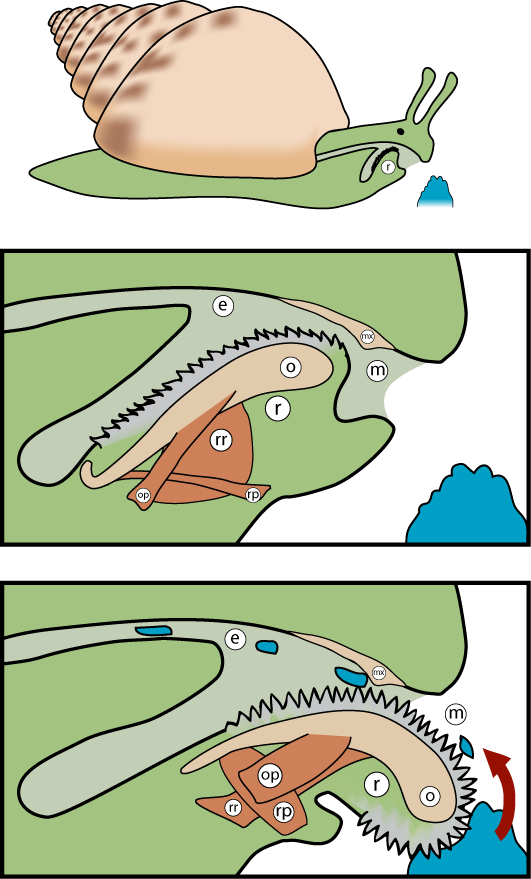
Tall transversal de la cavitat bucal.
e > esòfag
m > boca
mx > maxil·la
o > odontòfor
op > múscul protactor de l'odontòfor
r > ràdula
rp > múscul protactor de la ràdula
r > múscul retractor de la ràdula

La ràdula és una estructura que es localitza a la base de la boca dels mol·luscs (amb excepció dels representants de les classes Bivalvia i els Scaphopoda); aquesta estructura està especialitzada a raspar l'aliment. Està constituïda per una cinta en la que es troba un nombre de fileres longitudinals de petites dents quitinoses.